# Salzfrau (Gobert)
Als Salzfrau wird ein offener, felsiger Bereich an der Abrisskante der Gobert bezeichnet, der einen weiten Blick zum Hohen Meißner und den Höhen des Kaufunger Waldes bietet. Der zum Naturdenkmal erklärte Aussichtspunkt besitzt eine Höhe von 471 m und erhebt sich südöstlich von Hitzelrode. Diese Gegend um den bewaldeten Rücken des Muschelkalk-Höhenzug der Gobert trägt den Beinamen „Hessische Schweiz“, den sie vermutlich ihrer landschaftlichen Schönheit und den markanten Felsbereichen verdankt.

## Lage
Der Felsen der Salzfrau befindet sich in der Gemarkung von Hitzelrode, dem nördlichsten Ortsteil der Gemeinde Meinhard im nordhessischen Werra-Meißner-Kreis. Der Bereich liegt im Naturschutzgebiet Hessische Schweiz bei Meinhard und gehört dadurch auch zum Fauna-Flora-Habitat-Gebiet Kalkklippen der Gobert. Die Schutzgebiete innerhalb des Geo-Naturparks Frau-Holle-Land grenzen im Osten an den thüringischen Landkreis Eichsfeld.
In der naturräumlichen Gliederung Deutschlands des Instituts für Landeskunde Bad Godesberg wird die Landschaft um die Salzfrau der Teileinheit Gobert (483.10) im Allendorfer Wald (483.1) zugeordnet. Sie liegen innerhalb des Oberen Eichsfelds (483.1–3) in der Haupteinheitengruppe der Nordwestlichen Randplatten des Thüringer Beckens (483). Nach Osten geht der Bereich in das Rosoppe-Frieda-Hügelland über, eine Teileinheit des Unteren Werraberglands (358) in der Haupteinheitengruppe des Osthessischen Berglands.

## Namen

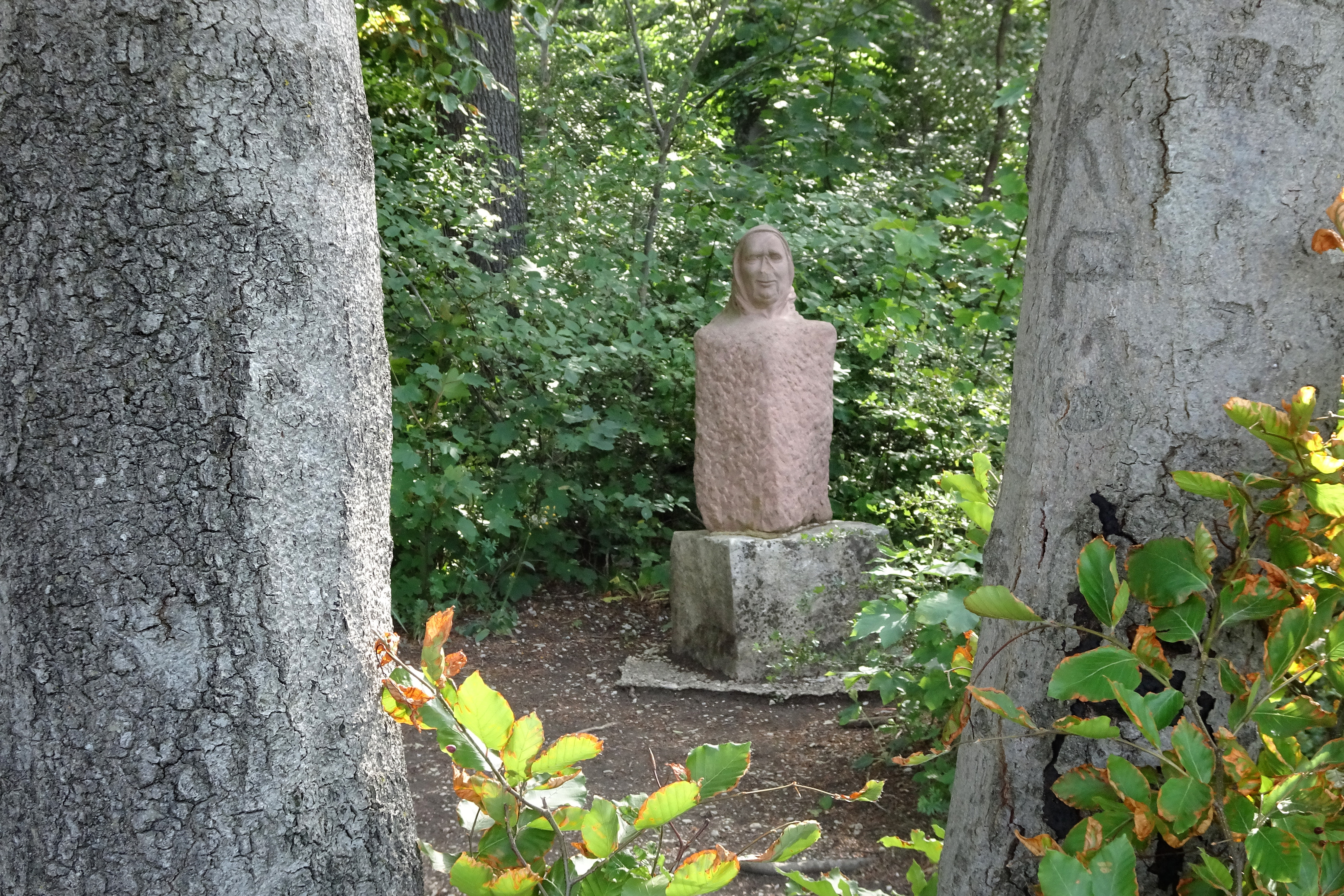
Die Salzfrau als freistehende Skulptur am Aussichtspunkt

Die Herkunft des Namens „Salzfrau“ lässt sich nicht eindeutig klären. Es wird vermutet, dass er im Zusammenhang mit der früheren Salzgewinnung und mit dem damit verbundenen Salzhandel steht. Von den Siedehäusern in Sooden, in denen das Salz aus Sole gewonnen wurde, soll einst ein alter Sälzerweg über das Plateau der Gobert geführt haben. An der Felskante war einer der Rastplätze der Salzträgerinnen. Von hier aus gaben sie den Frauen unten im Ort, die Salz kaufen wollten, Zeichen, damit sie sich auf den Weg machen konnten. Eine andere Version bezieht sich auf die Zeit, in der Salz rar und teuer war und Schmuggel lohnenswert. Einer der Schmugglerwege verlief von Bad Sooden-Allendorf durch die Region ins Eichsfeld. Auf der „Salzfrau“ soll eine Frau Wache gehalten und mit einem weißen Tuch gewunken haben, wenn der Weg frei war. Haben Zöllner patrouilliert, wurde ein rotes Tuch geschwenkt. Möglicherweise hat sich aber der Name nur von „Die Seltenau“, wie die Stelle in alten Karten bezeichnet wurde, im Laufe der Zeit in „Die Salzfrau“ umgewandelt.

## Geologie
Der Bergstock der Gobert wird aus Unterem Muschelkalk aufgebaut, dem auf dem Plateau eine Decke des Oberen Wellenkalks aufgelagert ist. Die Gobert ist einer der westlichen Ausläufer der Muschelkalkplatten, die das Thüringer Becken umranden. Der von dem Leinetalgraben abzweigende Eichenberg-Gotha-Graben trennte durch tektonische Prozesse die Gobert einst von dem ursprünglich zusammenhängenden Gesteinsverband der Randplatten des Obereichsfelds und schuf mit ihr einen über 500 Meter hohen Zeugenberg-Komplex. Die heutige Oberflächengestalt der durch Buchten und tief eingeschnittene Täler stark gegliederte Schichtstufenlandschaft formten Massenverlagerungen und Erosion.
Felsbereiche, wie die der Salzfrau, die durch Bergrutsche und bergsturzartige Abbrüche des Muschelkalks entstanden sind, kennzeichnen die Berge des Werralands. Sie sollen in Deutschland nirgends so häufig vorkommen wie in dem Bereich der westlichen Umrandung des Thüringer Beckens, zu der neben der Gobert auch der Ringgau und die Wanfrieder Werrahöhen gehören. Sie gelten als die größten aktiven Bergsturzgebiete Hessens. Besonders in niederschlagsreichen Zeiten können sich immer wieder Massenbewegungen ereignen, wenn Regenwasser in den Klüften und Spalten der verhältnismäßig verwitterungsbeständigen Kalkschicht versickert und auf die Röt-Formation des Oberen Buntsandsteins trifft, die den Muschelkalk unterlagert. Das tonige Röt quillt auf und wird fließfähig. Dadurch wird der über dem Röt liegende Muschelkalk instabil und gerät in Bewegung. Die Felsbereiche, die sich dabei ablösen, rutschen auf dem breiartig gewordenen Röt allmählich talabwärts und lassen Schluchten entstehen. Diese ermöglichen ein verstärktes Versickern von Niederschlägen, die die Massenverlagerungsprozesse beschleunigen.

## Unterschutzstellung
Ihren ersten Schutzstatus erhielt die Salzfrau, gemeinsam mit den benachbarten Felsbereichen Pferdeloch und Wolfstisch, mit der Ausweisung als geologisches Naturdenkmal. Im Jahr 1989 wurden die Kalkfelsen als Teil des Waldgebiets um Hörne, Hohestein und Gobert mit einer Verordnung des Regierungspräsidiums in Kassel zum Naturschutzgebiet Hessische Schweiz bei Meinhard erklärt. Geschützt und langfristig gesichert werden sollten neben den Kalkfelsfluren auch die Magerrasen, Blockschuttwälder und großflächigen Laubholzbestände, mit ihren seltenen und stark gefährdeten Pflanzen- und Tierarten.
Im Rahmen der Umsetzung der Fauna-Flora-Habitat-Richtlinie wurde das Naturschutzgebiet Hessische Schweiz mit dem angrenzenden Naturschutzgebiet Kalkklippen südlich des Iberges vom Land Hessen im April 1999 der EU-Kommission für das länderübergreifende Netz besonderer Schutzgebiete „Natura 2000“ gemeldet. Die Schutzwürdigkeit wurde mit dem aus botanischer und ornithologischer Sicht bundesweit bedeutenden großflächigen Laubwaldkomplex, den Vorkommen von Eiben, der Blaugrashalden sowie der natürlichen Bergstürze begründet. Neben dem Gebietsmanagement und dem damit verbundenen Monitoring forderte die EU eine förmliche Schutzerklärung, die im Januar 2008 mit der „Verordnung über Natura 2000-Gebiete in Hessen“ erfolgte. Das FFH-Gebiet mit einer Größe von 289 Hektar bekam den Namen Kalkklippen der Gobert, die Gebietsnummer 4726-350 und den WDPA-Code 555520072.

## Besucherhinweis

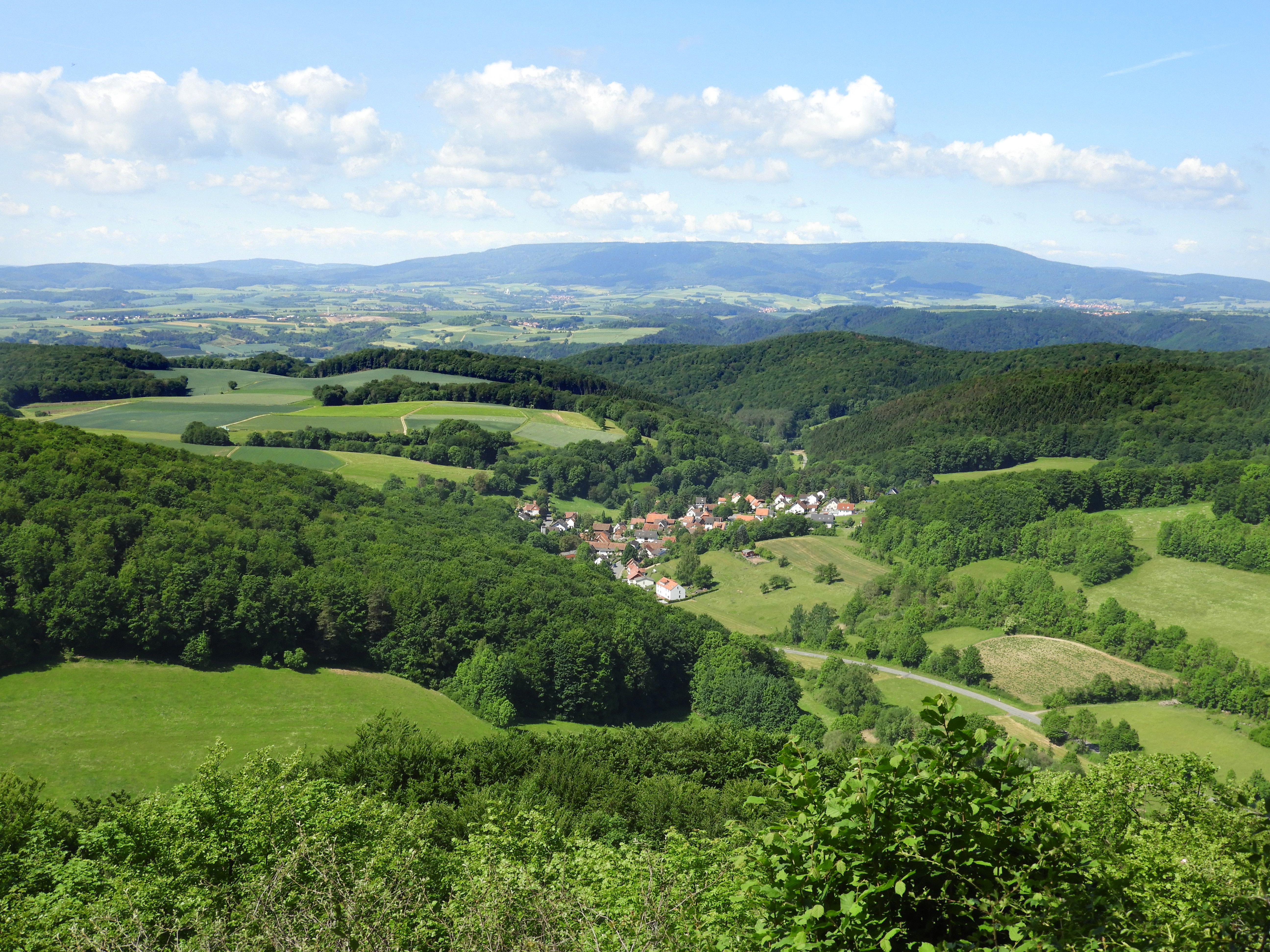
Blick von der „Salzfrau“ über Motzenrode zum Meißnervorland und Hohen Meißner

Der Bereich der Hessischen Schweiz zählt zu den schönsten Bergwandergebieten Hessens und ist durch markierte Wege und Wanderpfade erschlossen. Zu der Salzfrau und den weiteren Aussichtspunkten an den Abrisskanten wie Pferdeloch, Wolfstisch, Weißer Graben und Schöne Aussicht führt der Premiumwanderweg P4 des Geo-Naturparks Frau-Holle-Land. Er verläuft nach steilem Anstieg relativ eben auf meist schmalen Waldpfaden über das Plateau. Der rund sechzehn Kilometer lange Rundweg, der erweitert und abgekürzt werden kann, besitzt das Wandersiegel des Deutschen Wanderinstituts. Wegen eines kurzen Teilstücks, das Trittsicherheit erfordert, ist die Tour als mittelschwer eingestuft worden.
Auf teilweise gleicher Wegstrecke wie der P4 verläuft über die Gobert der Werra-Burgen-Steig Hessen mit der Wegmarkierung X5 H. Der als Qualitätsweg Wanderbares Deutschland ausgezeichnete Weitwanderweg verbindet mit einer Länge von 133 km Hann. Münden mit der Tannenburg in Nentershausen.